# Az Európai Központi Bank elnöke
Az Európai Központi Bank elnöke az Európai Unió (EU) euróövezetében az euró irányításáért és a monetáris politikáért felelős fő intézmény, az Európai Központi Bank (EKB) vezetője.
Az Európai Központi Bank jelenlegi elnöke Christine Lagarde, korábban a Nemzetközi Valutaalap elnöke és ügyvezető igazgatója. Lagarde 2019. november 1-je óta tölti be az EKB elnöki posztját. Ő az első nő ezen a poszton.

## Szerepe és kinevezése
Az elnök vezeti az EKB Igazgatótanácsát, Kormányzótanácsát és Általános Tanácsát. Külföldön is képviseli a bankot, például a G20-on. A tisztviselőt az Európai Tanács minősített többségi szavazatával, de facto az eurót bevezetők nevezik ki nyolcéves, nem megújítható időtartamra.

## Elnökök
| # | Kép | Elnök                       | Ország        | Hivatali idő kezdete | Hivatali idő vége |
| - | --- | --------------------------- | ------------- | -------------------- | ----------------- |
| 1 |     | Wim Duisenberg (1935-2005)  | Hollandia     | 1998. június 1.      | 2003. október 31. |
| 2 |     | Jean-Claude Trichet (1942-) | Franciaország | 2003. november 1.    | 2011. október 31. |
| 3 |     | Mario Draghi (1947-)        | Olaszország   | 2011. november 1.    | 2019. október 31. |
| 4 |     | Christine Lagarde (1956-)   | Franciaország | 2019. november 1.    | hivatalban        |